# Henri Vallienne
Henri Vallienne (ur. 19 listopada 1854 w Saumur, zm. 1 grudnia 1908 w Malakoff) – francuski lekarz, tłumacz i pisarz piszący w języku esperanto.

## Życiorys
Vallienne urodził się 19 listopada 1854 roku w Saumur. Od dzieciństwa interesował się literaturą. Publikował także felietony w gazecie Franca Esperantisto. W 1907 roku napisał powieść Katselo de Prelongo, która była pierwszą powieścią napisaną w języku esperanto. Powieść zebrała bardzo różne oceny, z jednej strony chwalono ją, z drugiej zaś obficie krytykowano za jej prostotę (uważano ją nawet za literacko bezwartościową). Kolejną powieść w języku esperanto Ĉu li? napisał w 1908 roku. Oprócz tego przetłumaczył wiele utworów na język esperanto, między innymi Historię kawalera des Grieux i Manon Lescaut autorstwa Antoine Prévosta oraz Metamorfozy autorstwa Owidiusza oraz kilka utworów Alfreda de Musseta. Zmarł 1 grudnia 1909 roku we Francji w Malakoff.